# 中本光夫
中本 光夫（なかもと みつお）は、日本の国土交通官僚。国土交通省北海道運輸局長、国土交通省大臣官房審議官、日本船主協会理事長、神戸製鋼所顧問、第一交通産業監査役等を経て、同社特別顧問。

## 人物・経歴
東京都出身。1969年東京都立新宿高等学校卒業。1973年一橋大学法学部卒業、運輸省入省。在インドネシア日本国大使館一等書記官、運輸省国際運輸・観光局外航課定期船同盟条約対策室長を経て、1991年運輸省関東運輸局企画部長。1992年から運輸省運輸政策局情報管理部調査課長として運輸白書の策定を担当したのち、1994年国際観光振興会総務部長。1996年運輸省海上交通局海事産業課長。1998年運輸省航空局監理部総務課長。
1999年運輸省関東運輸局次長。2000年運輸省北海道運輸局長。2002年国土交通省大臣官房審議官（国土計画局担当）。2005年日本船主協会理事長、日本船舶技術研究協会評議員。2013年神戸製鋼所常任顧問。2016年第一交通産業監査役。2020年第一交通産業特別顧問。マラッカ海峡協議会監事、船員教育振興協会理事、海技教育財団理事、東京商船大学後援会理事、日本航洋曳船代表取締役社長なども務めた。2022年瑞宝中綬章受章。